# 8-й Нью-Йоркский пехотный полк
8-й Нью-Йоркский пехотный полк (8th New York Volunteer Infantry Regiment, известный так же как 1st German Rifles) — представлял собой один из пехотных полков армии Союза во время Гражданской войны в США. Полк был набран сроком на 2 года службы и был расформирован в апреле 1863 года. Он принял участие во многих сражениях Потомакской армии от первого сражения при Булл-Ран до второго сражения при Булл-Ран.

## Формирование
8-й Нью-Йоркский полк был сформирован в Нью-Йорке в основном из немецких эмигрантов и 23 апреля 1861 года принят на службу в федеральную армию сроком службы на 2 года. 13 мая он получил своё официальное название "8-й Нью-Йоркский пехотный полк". Его командиром стал полковник Луис Бленкер, подполковником — Джулиус Стахел, майором — Эндрю Луц.

## Боевой путь

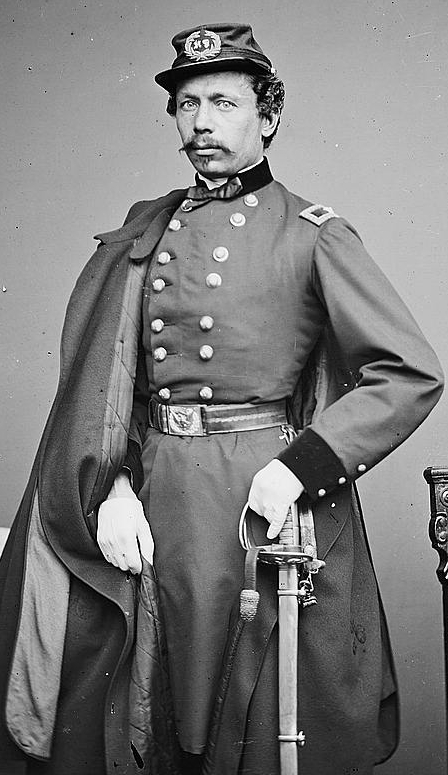
Джулиус Стахел - один из командиров полка

Реверс полкового флага. Полк был сформирован из немцев, что получило отражение на его знамени.

26 мая полк был направлен в Вашингтон и включен в дивизию Диксона Майлза. 7 июля участвовал в перестрелке у Грейт-Фоллс, где потерял двух человек убитыми, затем участвовал в марше к Манассасу. 21 июля он не участвовал в первом сражении при Булл-Ран, но после сражения прикрывал отступление армии и отбил кавалерийскую атаку. В этот день полк потерял 2 убитыми, 2 ранеными и 7 пропавшими без вести.
10 августа Луис Бленкер стал генералом, его место полковника занял Джулиус Стахел, капитан Уатшел стал подполковником, а капитан Хейдрич стал майором (вместо уволившегося Луца). В октябре полк был введен в бригаду Бленкера в составе дивизии Джозефа Хукера. 15 ноября полковник Стахел получил звание генерала, а его место полковника занял Френсис Уатшел. 2 декабря майор Хейдрич был повышен до подполковника.
В марте 1862 года полк числился в 1-й бригаде (Стахела) дивизии Бленкера II корпуса Потомакской армии. В том же месяце корпус был отправлен на Вирджинский полуостров, но дивизию Блекнера вывели из корпуса и отправили в долину Шенандоа в распоряжения генерала Джона Фримонта.
8 июня полк участвовал в наступлении на отряд Томаса Джексона и сражался в сражении при Крос-Кейс, где занимал позицию на крайнем левом фланге бригады Стахела. Во время наступления полковник Уатшел не развернул впереди стрелковую цепь, зато его полк наступал в идеальном порядке. «Немцы наступали идеальной линией, — вспоминал потом офицер-южанин, — их полковник шёл перед фронтом и следил за равнением, как будто они были на обычной тренировке». Южане подпустили их на 40 метров и дали залп, а когда дым рассеялся, южане увидели «...ужасающее зрелище. На поле клевера лежал почти весь 8-й Нью-Йоркский, раненые и убитые, все немцы».
Полк потерял 80 человек убитыми, 107 человек ранеными и 33 пропавшими без вести из общего числа в 550 человек.
26 июня, когда была образована Вирджинская армия, 8-й Нью-Йоркский вошёл в состав 1-й бригады 1-й дивизии I корпуса Вирджинской армии. Он участвовал в перестрелках на рубеже реки Раппаханок, а 29 августа участвовал в сражении у Гроветона, где потерял 4 человека убитыми. 30 августа он был задействован во Втором сражении при Булл-Ран, где было потеряно 5 человек.
После расформирования Вирджинской армии её I корпус стал XI корпусом Потомакской армии и стоял в укреплениях Вашингтона. 31 октября полк возглавил полковник Феликс Сельм-Сельм, сын германского князя Сельм-Сельм.
В декабре полк участвовал к марше к Фредериксбергу, но не был задействован в сражении при Фредериксберге. В январе 1863 года он участвовал в "Грязевом марше". 22 апреля в полк ввели рядовых, завербованных на три годы службы, а уже 23 апреля полк был расформирован по причине истечения срока службы, а рядовых, записавшихся на три года, перевели в 68-й Нью-Йоркский пехотный полк.